# Fort Myers Shores
Fort Myers Shores – jednostka osadnicza w Stanach Zjednoczonych, w stanie Floryda, w hrabstwie Lee.